# Erioptera sziladyi
Erioptera sziladyi är en tvåvingeart som beskrevs av Alexander 1934. Erioptera sziladyi ingår i släktet Erioptera och familjen småharkrankar. Inga underarter finns listade i Catalogue of Life.